# 弘田長

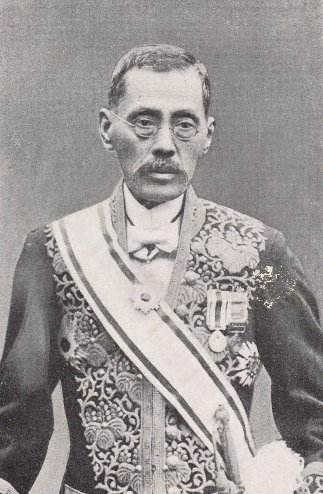
弘田長

弘田 長（ひろた つかさ、1859年7月14日（安政6年6月15日） - 1928年（昭和3年）11月27日）は、日本の医師。東京大学小児学教室の初代教授。幼少時の昭和天皇の侍医を務めた。国内で初めて小児科を作った人物であり、国産初のベビーパウダーとなるシッカロールを東京帝国大学薬学科の丹波敬三とともに作った人物でもある。また、日本で最初の小児科学の教科書『児科必携』を出版している。

## 略歴
1859年（安政6年）6月15日、土佐国幡多郡中村町にて、弘田親厚の長男として出生。1871年、13歳で土佐藩の貢進生に選ばれて上京。この貢進生の制度は終わったが、勉強を続け、1880年7月に東京大学医学部を卒業して医学士の学位を得、助手としてユリウス・スクリバ教授のもとで外科を修業した。1881年12月県立熊本医学校一等教諭として赴任し、外科を担任。1883年2月、同校附属医院長を兼任。1884年10月、依願免官。1885年1月、熊本で貯めた金と祖父の援助で渡欧、ドイツのストラスブール医科大学（現ストラスブール大学）において、はじめは外科を専攻したが、弘田の無類の子供好きを見た小児科医コルツ教授の奨めで小児科学へ転向、コルツ教授のもとで学ぶ。レックリングハウゼン教授、ホッペ＝ザイラー教授に病理解剖、病理化学を修学1888年4月帰国。直ちに東京帝国大学医科大学小児科外来臨床講義を嘱託される。1889年12月21日、東京帝国大学医科大学教授に任ぜられた。1890年6月養育院医長に兼任。1891年8月、医学博士。1899年宮内庁御用、内親王を診察。1902年8月宮内庁御用掛、迪宮（昭和天皇）・淳宮（秩父宮雍仁親王）を診察。1906年4月、欧米各国に留学。1921年11月東京帝国大学の定年に従って退官。1922年2月、東京帝国大学名誉教授の称号を授けられる。1928年11月27日に死去。墓所は雑司ヶ谷霊園。

## 熊本医学校での研究
担当は外科であったが、ハンセン病を研究した記録があり、増田勇の『癩病と社会問題』に記述がある。また、医学校当時学生であって、後に留学、京都に産婆学校を作った佐伯理一郎も弘田が本妙寺でらいを研究したと述べている。

## 日本小児科学会創立
1896年（明治29年）12月3日に、東京の日本橋偕楽園において小児科研究会が創立された（後に第一回総会と認定）。 それまでには、1890年（明治23年）、東京帝大小児科関係医師十数名が「無名会」と称して会合し、2年後同帝大小児科教授であった弘田長の参加で「処和会」と改名、1895年（明治28年）には会員数45名となり、機関誌『小児科』1号を100部を発刊する経緯があった。『小児科』は『児科雑誌』と改名。 その第7号は、1897年（明治30年）「処和会」が発展改組した「小児科研究会」の発行となり、学会誌となった（当時の会員数は107名）。

## 和光堂設立
1906年（明治39年）、和光堂の前身にあたる和光堂薬局を、東京の神田に設立した。当時の日本の乳幼児死亡率は、1000人あたり150人から160人と非常に高いものであった。なんとか乳幼児死亡率を低下させ、また子どもたちの病気を治療するだけでなく、病気を予防することにも力をいれたいと考え、当時最も進んでいたドイツの育児製品を輸入し、指導販売をしながら普及させるために和光堂薬局を開局した。

## エピソード
昭和天皇（迪宮裕仁親王）が1歳2ヶ月であったとき侍医となり、1921年（大正10年）10月7日退職した。迪宮がジフテリアに罹った時、「馬の血液から作った血清を使うには、明治天皇のご裁可がなければ…」と侍従が躊躇するにもかかわらず、「一刻の猶予もないのだ」と独断で血清を注射し、見事に快復させた。
無類の子ども好きであり、子どもを題材にした短歌を多く残している。

## 栄典

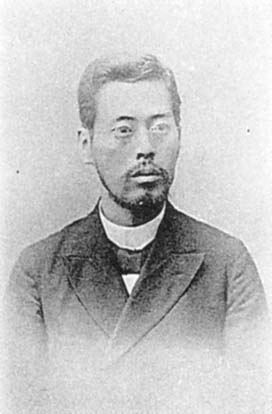
弘田長

- 1891年（明治24年）12月21日 - 正七位[8]
- 1898年（明治31年）12月10日 - 正五位[9]
- 1904年（明治37年）2月10日 - 従四位[10]
- 1914年（大正3年）4月10日 - 従三位[11]
- 1921年（大正10年）12月20日 - 正三位[12]

勲章等
- 1900年（明治33年）12月20日 - 勲四等瑞宝章[13]
- 1904年（明治37年）12月27日 - 勲三等瑞宝章[14]
- 1915年（大正4年）12月1日 - 旭日重光章[15]

## 家族
長女は真鍋嘉一郎(物療内科、東京帝大教授）夫人。

## 著書など
- 著書 小児看護の栞 1915
- 編著 児科必携 1889
- 監修 日本小児科叢書 第1編 - 第27編 1912 - 1920